# Космический туризм
Косми́ческий тури́зм — оплачивающиеся из частных средств полёты в космос в туристических целях. Космический туризм — один из способов эксплуатации космоса, его следует отличать от научных или рабочих космических полётов. К космическому туризму не относятся полёты, связанные с трудовыми процессами.

## Первые космические туристы
Идея космического туризма впервые была отражена в ряде работ Баррона Хилтона и Крафта Эрика, опубликованных в 1967 году. Они впервые попытались протолкнуть идею коммерциализации космоса. В то время она не увенчалась успехом.
Космический туризм начал активно развиваться в конце XX века. В 1986 году на Международном конгрессе по астронавтике был представлен доклад на тему «Вероятные экономические последствия развития космического туризма» (англ. Potential Economic Implications of the Development of Space Tourism), который вызвал массу обсуждений не только в научных, но и в деловых кругах.
Первым туристом должна была стать американская учительница Кристи Маколифф, которая погибла при запуске шаттла «Челленджер» в 1986 году. После этого инцидента правительством США был принят закон, который запрещал непрофессионалам полёты в космос.
В 1990 и 1991 годах в космос полетели первые коммерческие космонавты Тоёхиро Акияма (Япония) и Хелен Шарман (Великобритания), которые совершили полёты на советскую орбитальную станцию «Мир» на космических кораблях Союз ТМ-11/Союз ТМ-10 и Союз ТМ-12/Союз ТМ-11 по частно-финансируемым негосударственным проектам телекомпании TBS и «Джуно» (консорциум британских компаний).

## Полёты на МКС
В настоящее время единственной используемой целью космического туризма является Международная космическая станция (МКС).
Полёты осуществляются при помощи российских космических кораблей «Союз» на российский сегмент МКС.
Организацией полётов туристов занимаются Роскосмос и американская Space Adventures. Space Adventures сотрудничает с «Роскосмосом» с 2001 года, всего с помощью этой компании в космосе уже побывали семь туристов (данные на конец 2012 года), причём один из них (Чарльз Симони) дважды.
Подготовка космических туристов проводится в Звёздном городке, город Щёлково под Москвой, а также в небольших самолётах, в которых создаётся невесомость.
Хотя стоимость тура на орбиту составляет 20—23 миллионов долларов, число желающих увидеть космос неуклонно растёт.
С июля 2007 года стоимость космического тура выросла с 20 до 30—40 млн долларов; кроме того, была обнародована цена новой услуги — выхода космического туриста в открытый космос — 3 миллиона долларов.

### Космические туристы, посетившие МКС
Началом космического туризма был полёт американского бизнесмена итальянского происхождения Денниса Тито на борту российского корабля Союз, 28 апреля 2001 (завершение полёта 6 мая). В состав экипажа Союз ТМ-32, на котором летал Деннис Тито, также входили казахстанский и российский космонавты Талгат Мусабаев и Юрий Батурин.
Вторым космическим туристом был бизнесмен из ЮАР Марк Шаттлворт, полетевший на МКС 25 апреля 2002 (завершение полёта 5 мая). В состав экипажа Союз ТМ-34, на котором летал Марк Шаттлворт, также входили российский космонавт Юрий Гидзенко и итальянец Роберто Виттори. За полёты Тито и Шаттлворт заплатили Федеральному космическому агентству России по 20 миллионов долларов.
1 октября 2005 года к Международной космической станции стартовал американский бизнесмен Грегори Олсен; приземление состоялось 10 октября. Изначально он был не допущен к полёту по медицинским соображениям, но позже получил разрешение. В состав экипажа Союз ТМА-7, на котором летал Олсен, также входили российский космонавт Валерий Токарев и американский астронавт Уильям Макартур.
18 сентября 2006 года стартовала первая космическая туристка, американка иранского происхождения Ануше Ансари; приземление состоялось 29 сентября. 40-летняя Ансари прошла тренировку в России и в хьюстонском центре НАСА. До конца августа она оставалась всего лишь дублёром японского бизнесмена Дайсукэ Эномото, также желавшего полететь в космос, однако в итоге не допущенного до полёта из-за проблем со здоровьем. В состав экипажа Союз ТМА-9, на котором летала Ануше Ансари, также входили российский космонавт Михаил Тюрин и американский астронавт Майкл Лопес-Алегриа.
7—21 апреля 2007 года — полёт американского миллиардера венгерского происхождения Чарльза Симони. Для него были запланированы эксперименты по заказу Европейского космического агентства (исследования влияния невесомости на кровь), а также по его собственной научной программе (влияния радиации). В состав экипажа Союз ТМА-10, на котором полетел Чарльз Симони, также входили российские космонавты Фёдор Юрчихин (командир корабля) и Олег Котов (бортинженер).
12—24 октября 2008 года — полёт американского миллионера, разработчика компьютерных игр Ричарда Гэрриота. Гэрриот — второй космонавт в семье, так как его отец, астронавт Оуэн Гэрриот, ранее побывал в космосе. Гэрриот — первый космический турист, который выполнил научные эксперименты по заказам коммерческих организаций, в частности, по выращиванию белковых кристаллов. За полёт Гэрриот заплатил 30 млн долларов, что, по его словам, является большей частью его состояния. В состав экипажа Союз ТМА-13 также входили российский космонавт Юрий Лончаков (командир корабля) и американский астронавт Майкл Финк (бортинженер). Дублёром Гэрриота был 38-летний австралийский бизнесмен Ник Хэлик. На борту МКС одновременно находились двое сыновей космонавтов: Ричард Гэрриот и Сергей Волков.
26 марта—8 апреля 2009 года — полёт американского миллиардера Чарльза Симони, который отправился в космос во второй раз.
30 сентября—11 октября 2009 года — полёт Ги Лалиберте, основателя и руководителя канадской компании Cirque du Soleil.
2015 год — на сентябрь намечался полёт английской певицы Сары Брайтман (стоимость — 35 млн фунтов). В мае она от него отказалась.
2019 — Госкорпорация «Роскосмос» и американская компания Space Adventures подписали контракт на полет двух космических туристов на Международную космическую станцию до конца 2021 года.
2020 — Ракетно-космическая корпорация «Энергия» и компания Space Adventures Inc. подписали первый в истории контракт на выход космического туриста в открытый космос в 2023 году.
8 декабря 2021 года на «Союзе МС-20» на МКС были доставлены Юсаку Маэдзава (миллиардер) и его помощник, видеопродюсер Ёдзо Хирано, управлял полетом российский космонавт Александр Мисуркин. Туристы примут участие в научной программе и будут выполнять шуточные задания от пользователей с сайта Юсаку Маэдзава.

## Другие виды космического туризма
Остальные виды космического туризма пока относятся к той или иной перспективе.
- СП при РКК «Энергия» вела разработку нового средства космического туризма — орбитальной Коммерческой космической станции (CSS).
- В 2005 году Роскосмос и Space Adventures подписали меморандум о намерениях по подбору инвесторов и космонавтов-непрофессионалов по реализации коммерческого проекта по облёту Луны, предложенному РКК «Энергия». Space Adventures получает эксклюзивные права по маркетингу, РКК «Энергия» получает право на техническое исполнение данного проекта. Полёты планируется осуществлять на доработанном корабле «Союз». Реализация проекта предполагалась через 5 лет.
- Помимо туризма на российских космических кораблях, существуют и частно финансируемые проекты, которые на протяжении нескольких лет стараются разработать собственные ракеты-носители, суборбитальные и орбитальные космические корабли и «орбитальные гостиницы» для долговременного пребывания туристов на орбите.
- Особенно много конкурирующих частных компаний, во главе с наиболее продвинувшимися Virgin Galactic и Space Adventures, разрабатывают и заказывают технические средства для пилотируемых суборбитальных полётов. Первый такой тестовый полёт состоялся 21 июня 2004 на корабле SpaceShipOne. Объявленной целью разработчиков всех этих проектов является сделать полёты в космос доступными за сравнительно небольшую плату.
- 23 июня 2008 года в России начались продажи билетов на полёты корабля SpaceShipTwo компании Virgin Galactic. Стоимость 1 билета — 5 млн руб. (около 200 тыс. $). Продажи ведёт компания Elegant Resorts, представитель компании Virgin Galactic в России. Первые суборбитальные полёты туристов от Virgin Galactic были запланированы на 2011 год, от Space Adventures — несколько позже[8]. Ожидается скорое начало полётов на туристическом аппарате LYNX компании XCOR, который, однако, будет подниматься только до 60 км, не достигая границы космоса (100 км). Проект суборбитальных полётов к 2012 году планировала осуществить EADS[9]. Разрабатываются и другие зарубежные суборбитальные проекты, в том числе аэростатно-ракетные типа ARCASPACE и ракетные типа Copenhagen Suborbitals.
- В июне 2012 года британская компания Excalibur Almaz провела презентацию с Британским Королевским обществом аэронавтики и объявила, что уже в 2015 году планирует начать туристические космические полеты с облётом вокруг Луны[10].
- В апреле 2016 года, основатель компании SpaceVR, Райан Холмс, заявил, что в начале 2017 года, его компания планирует запустить на околоземную орбиту камеру Overview 1, с помощью которой можно будет наблюдать за землёй используя шлемы виртуальной реальности. Данный вид наблюдения получил название «Виртуальный космический туризм»[11].  (недоступная ссылка)
- Генеральным директором РКК «Энергия» Владимиром Солнцевым сообщено, что к 2021 туристический рынок пополнится уникальной услугой — облетом Луны на борту космического корабля «Союз»[12]

Среди орбитального туризма наиболее существенные и частично воплощённые проекты имеют Bigelow Aerospace, SpaceX, Excalibur Almaz, Orbital Sciences, Virgin Galactic, Blue Origin.
Так, SpaceX планировала космический тур для двух туристов уже в 2018 году: они должны были облететь вокруг спутника нашей планеты и уже дали аванс за путешествие; туристы должны были отправиться в космос с той же стартовой площадки, которую использовали для запуска кораблей «Аполлон».
В 2021 году компания Space X обеспечила космический полёт Inspiration4 корабля Crew Dragon с экипажем, все участники которого являются космонавтами-любителями.

## Список космических туристов, побывавших на МКС
|    | Имя                 | Фотография    | Гражданство          | В космосе        | В космосе        | Космический корабль | Космический корабль | Стоимость путёвки |
| С  | Имя                 | Фотография    | Гражданство          | По               | Прилёт на МКС    | Возврат с МКС       |                     | Стоимость путёвки |
| -- | ------------------- | ------------- | -------------------- | ---------------- | ---------------- | ------------------- | ------------------- | ----------------- |
| 1  | Деннис Тито         |               | США                  | 28 апреля 2001   | 6 мая 2001       | Союз ТМ-32          | Союз ТМ-31          | $20 млн           |
| 2  | Марк Шаттлворт      |               | ЮАР · Великобритания | 25 апреля 2002   | 5 мая 2002       | Союз ТМ-34          | Союз ТМ-33          | $20 млн           |
| 3  | Грегори Олсен       |               | США                  | 1 октября 2005   | 11 октября 2005  | Союз ТМА-7          | Союз ТМА-6          | $20 млн           |
| 4  | Ануше Ансари        |               | США · Иран           | 18 сентября 2006 | 29 сентября 2006 | Союз ТМА-9          | Союз ТМА-8          | $20 млн           |
| 5  | Чарльз Симони       |               | США · Венгрия        | 7 апреля 2007    | 21 апреля 2007   | Союз ТМА-10         | Союз ТМА-9          | $35 млн           |
| 5  | Чарльз Симони       | 26 марта 2009 | США · Венгрия        | 8 апреля 2009    | Союз ТМА-14      | Союз ТМА-13         | $35 млн             |                   |
| 6  | Ричард Гэрриот      |               | США · Великобритания | 12 октября 2008  | 24 октября 2008  | Союз ТМА-13         | Союз ТМА-12         | $30 млн           |
| 7  | Ги Лалиберте        |               | Канада               | 30 сентября 2009 | 11 октября 2009  | Союз ТМА-16         | Союз ТМА-15         | $35 млн           |
| 8  | Юсаку Маэдзава      |               | Япония               | 8 декабря 2021   | 19 декабря 2021  | Союз МС-20          | Союз МС-20          | $45 млн           |
| 9  | Ёдзо Хирано         |               | Япония               | 8 декабря 2021   | 19 декабря 2021  | Союз МС-20          | Союз МС-20          | $45 млн           |
| 10 | Ларри Коннор        |               | США                  | 8 апреля 2022    | 25 апреля 2022   | SpaceX AX-1         | SpaceX AX-1         | $55 млн           |
| 11 | Майкл Лопес-Алегриа |               | США                  | 8 апреля 2022    | 25 апреля 2022   | SpaceX AX-1         | SpaceX AX-1         | $55 млн           |
| 12 | Марк Пати           |               | Канада               | 8 апреля 2022    | 25 апреля 2022   | SpaceX AX-1         | SpaceX AX-1         | $55 млн           |
| 13 | Эйтан Стиббе        |               | Израиль              | 8 апреля 2022    | 25 апреля 2022   | SpaceX AX-1         | SpaceX AX-1         | $55 млн           |
| 14 | Джон Шоффнер        |               | США                  | 21 мая 2023      | 31 мая 2023      | SpaceX AX-2         | SpaceX AX-2         | н/д               |